# Michèle Métail
Michèle Métail, née le 8 juin 1950 à Paris, est une poète et artiste qui diffuse ses textes sous forme de "Publications orales". Ses lectures sont souvent accompagnées de projections, d'images, de prélèvements sonores et de rouleaux calligraphiés. Elle prête une attention particulière aux supports de texte. Elle est la première femme cooptée à l'Oulipo en 1975, dont elle s'éloigne à partir de 1998.
Elle reçoit en 1990 le prix I.A.T. de la 11e Biennale de Paris, et en 2018 le prix Bernard Heidsieck d'honneur pour l'ensemble de son œuvre.

## Parcours
Après des études d’allemand, Michèle Métail passe un doctorat de chinois portant sur la poésie chinoise ancienne. Elle y montre que des pans entiers de cette poésie reposent sur des techniques comme celle du palindrome, horizontal ou vertical, ainsi que sur l'utilisation des ressources d'une combinatoire particulièrement raffinée. L'Asie reste ensuite très présente dans son travail, notamment la Chine, le Japon et Taïwan, où elle se rend régulièrement à l'occasion de projets sur les paysages ou sur les traces de poètes (Lu You, XIIe siècle, Wang Wei, VIIIe siècle...), donnant lieu à des publications (La route de cinq pieds (1985-1987)), parfois accompagnées de photographies (Pierres de rêve avec paysage opposé, et sur le Japon notamment Les 500 inconnues de l'ère Heisei).
À partir de 1971, elle suit assidûment les activités du Groupe d'études et de réalisations musicales, et rencontre Karlheinz Stockhausen, dont les méthodes de composition ont sur elle une forte influence. Elle se dit proche du groupe poétique expérimental Wiener Gruppe.
Entrée à l'Oulipo en 1975 sur proposition de François Le Lionnais, elle s'en éloigne en 1998 pour des raisons littéraires : « J’ai commencé à remettre en cause ce principe fondateur de l’invention d’une contrainte qui puisse être reprise par d’autres auteurs, même s’ils la font évoluer. […] Cette dimension de l’oralité, de la voix de l’auteur projetant son texte a été ignorée par l’Oulipo, qui s’en tient ou s’en tenait à une tradition livresque. Ne reprendre que la "contrainte" d’aligner six substantifs équivaut à supprimer la couleur dans un tableau. Il manque une dimension. »
Refusant le texte imprimé pendant vingt ans, elle pratique principalement ce qu'elle appelle des « Publications orales », lectures performées  au cours desquelles elle déroule de longs rouleaux de texte, parfois accompagnées d'instruments (gong, bol japonais) ou d'images projetées, les supports de lecture variant à chaque fois.

## Œuvres principales

### Compléments de noms
Ce poème, commencé en 1973, est constitué uniquement d'une suite de substantifs reliés entre eux par « de ». À chaque vers, le complément de nom final disparaît au profit d'un autre, placé au début. La structure initiale provient de la traduction d’un nom composé allemand fait d’agglutinations : der Donaudampfschiffahrtsgesellschaftskapitän (de) (le capitaine de la compagnie des voyages en bateau à vapeur du Danube)
9899 :  la douceur de la mollesse de la substance de la moelle de l'os du périoste

9900 : l'angevine de la douceur de la mollesse de la substance de la moelle de l'os

9901 : la nostalgie de l'angevine de la douceur de la mollesse de la substance de la moelle

9902 : le désœuvrement de la nostalgie de l'angevine de la douceur de la mollesse de la substance
En 2002, elle compose un passage autonome en allemand, 2888 vers évoquant les 2 888 kilomètres du cours du Danube, « comme un bras qui diverge, s’écartant du cours principal ». Et en 2012, un nouveau passage autonome, en français, « avec une numérotation des vers calquée sur celle, kilométrique, du Danube, dont la longueur est calculée à partir de l’embouchure pour remonter vers l’une de ses sources en Forêt Noire. À l’échelle d’un vers pour un kilomètre, de 0000 à 2888 puis de 2888 à 0000, les deux livres symbolisent donc un aller-retour entre deux langues, l’allemand langue source et le français ». Ce passage est publié dans Le cours du Danube – en 2888 kilomètres/vers… l'infini.
Compléments de noms, qui vise à utiliser l'exhaustivité du lexique, mais en n'utilisant chaque mot qu'une seule fois, « amène à une dérive extrêmement rapide du sens. Chaque mot nouvellement introduit, répété six fois, a le temps d'être perçu, solidement, pourtant le texte ne cesse de se dérouler, à toute vitesse, irrémédiablement et de manière imprévisible ».
Le choix des mots qui se succèdent ne doit rien au hasard : sont particulièrement recherchées et organisées des figures de rhétorique comme l'apophonie, l'allitération, la catachrèse, l'apocope, la rime ou l'homophonie. 
Lors des lectures, des grilles sont superposées au texte, basées sur trois paramètres : le débit (lent à rapide), la nuance (faible à fort) et le caractère (doux à coléreux). Ces grilles sont établies en fonction du lieu de lecture, à partir des relevés météorologiques de la ville, de l'annuaire des marées, ou de tout autre système préalablement défini.

### Gigantextes
Cette série de 13 œuvres, commencée en 1979, associe au travail poétique un travail de calligraphie et d'art plastique. Par exemple, le Gigantexte no 2, Zone pavillonnaire, dresse la liste de 29 expressions courantes dans lesquelles apparaît le mot “pavillon” (pavillon de chasse, pavillon de banlieue, pavillon de l’oreille...), transposées sur toile dans le code international des signaux maritimes.
Autant textes à regarder et images à lire, les Gigantextes « déplaçant et agrandissant l’espace traditionnellement et culturellement dévolu au texte, articulent littéralité langagière et matérialité médiatique en ce qu’ils promeuvent la lisualité de l’écrit (via l’écriture manuscrite, la calligraphie ou encore les caractères d’affiche), la visualité iconotextuelle (via l’utilisation du collage, des insertions à l’acrylique au fil du texte) et l’existence sensible du médium comme élément de la signification ».

### Portraits-robots
Les Portraits-robots sont constitués de 102 portraits de personnes ou de professions, en 10 expressions mises sous forme d'inventaire, regroupés en 8 chapitres, présentés en rectangles gris à raison de deux par page. Chaque ligne renvoie en général à une partie du corps.
Tiré par les cheveux

Cul par-dessus tête

Cœur sur les lèvres

Doigt dans l’œil

Main à l'oreille

Sens dessus dessous

Nerfs en boule

Geste à la parole

La mort dans l'âme

Paradis artificiel

Le Paumé de la Gare du Nord
« Portraits charges ou évocations plus amicales, peintures d’inconnus ou allusions à des écrivains, philosophes, artistes. On s’amusera à retrouver Voltaire, Rousseau, Einstein, Onassis, Maria Callas, Robert Musil et bien d’autres. L’important est l’énergie concentrée de ces textes précis qui amplifient sous nos yeux la puissance d’engendrement de la langue, sans cesser d’être drôles ou intrigants ».

### Autres œuvres
Les Poèmes topographiques, série commencée en 1973, sont construits à partir de relevés toponymiques effectués sur des cartes géographiques, réorganisés en fonction de critères sémantiques ou phonétiques.
Cent pour cent, réalisé avec Louis Roquin, est une œuvre à la fois sonore et visuelle, un leporello dont chaque page comprend trois niveaux : un collage d'instruments, une partition visuelle, un poème. Celui-ci est écrit à partir d'un mot contenant le son [san] et n'emploie que les lettres de ce mot. 
Toponyme : Berlin est constitué de photographies prises dans les reflets vitrés des immeubles modernes, associées à des poèmes reprenant les dimensions des images, tirées en 10 x 15, soit 10 vers de 15 lettres chacun. 

#### Bibliothèque oulipienne
- Portraits-Robots, BO fascicule 21, 1982.
- Cinquante poèmes corpusculaires, fascicule 33, 1986.
- Filigranes, fascicule 34, 1986.
- Cinquante poèmes oscillatoires, fascicule 35, 1986.
- Petit atlas géo-homophonique des départements de la France métropolitaine et d'outre-mer, fascicule 39, 1990 : « J’ai extrait de l’Encyclopédie Larousse la carte de chaque département français, j’ai relevé les noms de lieux y figurant, à partir desquels j’ai écrit un petit texte purement homophonique[15] ».
- Cinquante poèmes oligogrammes, fascicule 50, 1990 : « Il s’agit d’une variante à la fois du lipogramme et de la contrainte « le beau présent » de Georges Perec. Je prends une locution française, par exemple « de but en blanc », et je tente de produire un texte qui soit en rapport sémantique avec elle, en utilisant uniquement les lettres offertes par l’expression elle-même[15] ».

## Éditions
- Michèle Métail, Louis Roquin, Cent pour cent, Despalles éditions, 1998.
- Les Horizons du sol. Panorama, CipM/Spectres Familiers, coll. "Le Refuge", 1999  (ISBN 978-2-90909-731-2).
- Mandibule, mâchoire - poèmes désarticulés & collages. Accompagné de Mandibule Music de Louis Roquin. Livre + CD, Ed. La Chambre 2000  (ISBN 2-913925-02-2).
- 64 poèmes du ciel et de la terre, Tarabuste, 2000  (ISBN 978-2845870147).
- Dialogues – trois pièces microphoniques, VOIXéditions, Richard Meier, 2002.
- Toponyme : Berlin. Dédale – cadastre – jumelage – panorama, Tarabuste, 2002  (ISBN 2-84587-042-6).
- Voyage au Pays de Shu (Journal : 1170 - 1998 & Anthologie), Tarabuste, 2004  (ISBN 2-84587-063-9).
- L'un, l'autre : esperluette, en collaboration avec Louis Roquin, Marcel le Poney, 2008.  (ISBN 978-2916452036)
- La route de cinq pieds (1985-1987), Tarabuste, 2009.  (ISBN 978-2-84587-179-3)
- Anatomie de la littérature en vingt-six planches rehaussées de couleurs & Fichier Casanova. Anatomie du libertinage, VOIXéditions, Richard Meier, 2010.
- Le vol des oies sauvages. Poèmes chinois à lecture retournée. (III° siècle - XIX° siècle), Tarabuste, 2011.  (ISBN 978-2-84587-223-3)
- Le cours du Danube – en 2 888 kilomètres/vers… l'infini, Les Presses du réel, 2018  (ISBN 978-2-37896-013-1)
- Berlin, Trois rues et vues, Tarabuste, 2019  (ISBN 978-2-84587-427-5)
- Portraits-robots, Les Presses du réel, 2019  (ISBN 978-2-37896-056-8)
- Pierres de rêve avec paysage opposé, LansKine, 2019  (ISBN 9782359630008)
- Mono-multi-logues – Hors-textes & Publications orales (1973-2019), Les Presses du réel, 2020  (ISBN 978-2-37896-163-3)
- Le paysage après Wang Wei, LansKine, 2021  (ISBN 978-2359630435)
- Les 500 inconnues de l’ère Heisei, LansKine, 2024.  (ISBN 9782359631456)

Livres écrits en allemand :
- 2888 Donauverse. Aus einem unendlichen Gedicht, Edition Korrespondenzen, Wien, 2006.
- Die Zwischensprache, Wallstein Verlag, 2022.
- Beschreibung einer unsichtbaren Rede. Dans « Aber jetzt ist Schluss », Fischer Verlag, 2024.

## Expositions
Expositions personnelles
- « Cent pour cent » (en collaboration avec Louis Roquin), Galerie Lara Vincy, Paris, 8 novembre-7 décembre 1996
- « Gigantexte n°4 : Les lettres sont des insectes pris dans le filet des mots », Galerie Lara Vincy, Paris, 15 mai-30 juin 1998
- « 64 poèmes du ciel et de la terre », CipM, La Vieille Charité, Marseille, 22 octobre-27 novembre 2004
- « L'un, l'autre : esperluette » (en collaboration avec Louis Roquin), Le mazet, Lasalle, juin-septembre 2007
- « Forêt de stèles. Gigantexte n°5 », Musée de la vallée de la Creuse, Eguzon, 6-29 mars 2009
- « X-Libris. Gigantexte n°6 », CipM, La Vieille Charité, Marseille, 29 mai-5 juillet 2009
- « Le cours du Danube. Gigantexte n°12 », CipM, La Vieille Charité, Marseille, 28 septembre-24 novembre 2012
- « C’est parce que les mots », Commissariat Sally Bonn, Galerie des grands bains douches de la Plaine, Marseille, 21 février-21 mars 2020
- « Topo/phono/graphes », Commissariat Michaël Batalla, CipM, a Vieille Charité, Marseille, 29 février-11 avril 2020
- « Les 500 inconnues de l’ère Heisei. Gigantexte n° 16 », 1er au 24 avril 2022, LE LIEU, Centre en art actuel, Québec, Canada

Expositions collectives
- « Trans-positions », avec Louis Roquin et Bernard Heidsieck, La Coopérative, Centre d'art et de littérature, Montolieu, 13 septembre-15 novembre 2009
- « Les cinq ans du prix littéraire Bernard Heidsieck » 8 au 19 septembre 2021, Centre Pompidou, Paris
- « Les nouveaux ambassadeurs », Commissariat Laurent Cauwet, 19 au 25 novembre 2021, EL TALLER (13) TREIZE, Ille sur Tet
- « ELLE(S). Poétesses intermédia en France de 1959 à 2022 », Commissariat François Massut, 21 octobre au 27 novembre 2022, Musée Rimbaud. Charleville Mézière

#### Entretiens
- Entretien avec Vincent Barras, dans Poésies sonores, Genève, Contrechamps, 1992. Lire en ligne.
- Femme, Oulipo, poésie sonore, musique, entretien avec Camille Bloomfield, 2011. Lire en ligne.
- Poésie : travaux publics, entretien avec Anne-Christine Royère, Les Presses du réel, 2019. Lire en ligne.
- Entretien avec Emmanuèle Jawad, Diacritik, 9 mai 2019. Lire en ligne.
- Entretien avec Paul de Brancion, "Chute libre : entretien avec Michèle Métail" (Le Paysage après Wang Wei), Diacritik, 10 décembre 2021. Lire en ligne
- "De l'électro-acoustique au poème-partition. Entretien avec Camille Bloomfield", Ut musica poesis. Poésie visuelle et sonore au Moyen Âge et aujourd'hui, sous la direction de Nathalie Koble et Amandine Mussou, Éditions Macula, 2024, p. 290-309.

#### Ouvrages critiques
- Camille Bloomfield, Raconter l'Oulipo, Honoré Champion, 2017 (ISBN 9782745335982), p. 401-416, 477-478.
- Anne-Christine Royère, dir., Michèle Métail : la poésie en trois dimensions, Dijon, Les Presses du réel, 2019 (ISBN 978-2-37896-053-7).

#### Articles critiques
- Camille Bloomfield, « Michèle Métail, contraintes & contiguïtés », Entre jeu et contrainte : pratiques et expériences oulipienne, V. Mikšić et É. Le Calvé-Ivićević (dirs.), actes du colloque international « Ecriture formelle, contrainte, ludique : l’Oulipo et au-delà », Meandar Media, 2016, p.33-54.
- Charlène Clonts, « Répétitions et variations dans les listes vi-lisibles de Michèle Métail », Formes poétiques contemporaines,‎ 2020 (lire en ligne).
- Cécile De Bary, « Michèle Métail, un travail à plusieurs dimensions », Acta fabula, vol. 21, no 9,‎ 2020 (lire en ligne).
- Alain Nicolas, « Le propre du figuré dans Portraits-Robots », L'Humanité,‎ 6 juin 2019 (lespressesdureel.com. lire en ligne)
- Anne-Christine Royère, « Poésie, “matière d’images” : les Gigantextes de Michèle Métail », Textimage,‎ 2017 (hal.univ-reims.fr. lire en ligne)
- Anne-Christine Royère, « Michèle Métail : poésie publique : in Olivier Penot-Lacassagne et Gaëlle Théval », Poésie & performance, Éditions nouvelles Cécile Defaut,‎ 2018 (hal.univ-reims.fr. lire en ligne)
- Florence Trocmé, « Michèle Métail, "Les 500 inconnues de l’ère Heisei" », Poesibao,‎ 27 avril 2025 (lire en ligne)

#### Lien audio
- Poésie ininterrompue, extrait, France Culture, 1978 (55 min)
- Poésie avec Michèle Métail, L'heure bleue, France Inter, 23 octobre 2018 (53 min)

#### Lien vidéo
- [vidéo] Hommage à Bernard Heidsieck, Centre Pompidou, 16 septembre 2015 (1 h 29)
- [vidéo] Poésie infinie, Centre Pompidou, 23 mai 2019 (1 h 29)
- [vidéo] Soirée Polyphonix/Chaosmose, Centre Pompidou, 23 mai 2019 (1 h 29)

#### Notices d'autorité
- Page de Michèle Métail sur le site officiel de l'Oulipo

- Ressources relatives à la littérature :   - Centre international de poésie Marseille
  - Poetry International Web
- Ressource relative aux beaux-arts :   - RKDartists
- Notices dans des dictionnaires ou encyclopédies généralistes :   - Deutsche Biographie
  - Dictionnaire universel des créatrices
- Notices d'autorité :   - VIAF
  - ISNI
  - BnF (données)
  - IdRef
  - LCCN
  - GND
  - Pays-Bas
  - Israël